# آن شيرلي (شخصية خيالية)
آن شيرلي (بالإنجليزية: Anne Shirley)‏ هي شخصية خيالية ظهرت في رواية «آن الجملونات الخضراء» التي كتبها لوسي مود مونتغمري عام 1908. تظهر شيرلي في سلسلة الكتب الكلاسيكية، والتي تدور حول حياتها وعائلتها في جزيرة الأمير إدوارد في القرنين التاسع عشر والعشرين، في كندا.

## التصور

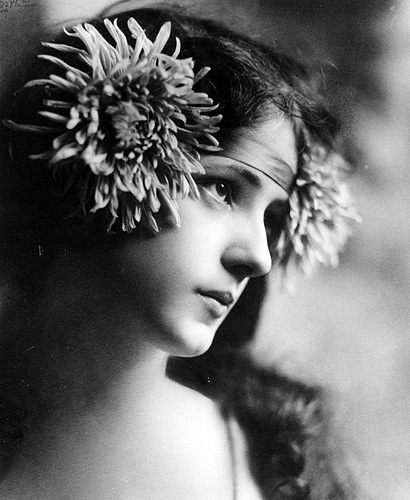
صورة عارضة الأزياء إيفلين نسبيت التي ألهمت مونتغمري.

خلال كتابة الرواية، استلهمت مونتغمري أفكارها من ملاحظات كتبتها في صباها عن شقيقين تم إرسال فتاة يتيمة لهم عن طريق الخطأ بدلاً من الصبي الذي طلباه، لكنهما قررا الاحتفاظ بها. واستلهمت أيضًا من تجارب طفولتها في الريف في جزيرة الأمير إدوارد. استخدمت مونتغمري صورة فوتوغرافية لـ إيفلين نسبيت، والتي اقتطعتها من مجلة متروبوليتان في نيويورك ووضعتها على جدار غرفة نومها، كنموذج لوجه آن شيرلي وتذكير بـ "مثاليتها وروحانيتها الشبابية".

## السيرة

### حياة آن المبكرة
ولدت آن شيرلي في بلدة بولينكبروك الخيالية في نوفا سكوشا، لمعلمي المدرسة والتر وبرثا شيرلي (ني ويليس). لم يتم ذكر تاريخ ميلاد محدد، لكن الإشارات في الأعمال اللاحقة تشير إلى أن تاريخ ميلادها هو 5 مارس 1866. تيتمت آن عندما كانت رضيعة تبلغ من العمر ثلاثة أشهر، عندما توفي والداها بسبب حمى التيفوئيد. بدون أي أقارب آخرين، تم تبني آن من قبل مدبرة منزل شيرلي، السيدة توماس. بعد وفاة زوجها السيد توماس، عاشت آن مع عائلة هاموند المضطربة لعدة سنوات وعوملت على أنها أكثر من مجرد خادمة حتى توفي السيد هاموند، وعندها قسمت السيدة هاموند أطفالها بين الأقارب وأُرسلت آن إلى دار الأيتام في هوب تاون. اعتبرت نفسها "ملعونة" بالتوائم، كان لدى السيدة هاموند ثلاث مجموعات من التوائم ساعدت آن في تربيتها.

### الوصول إلى الجملونات الخضراء

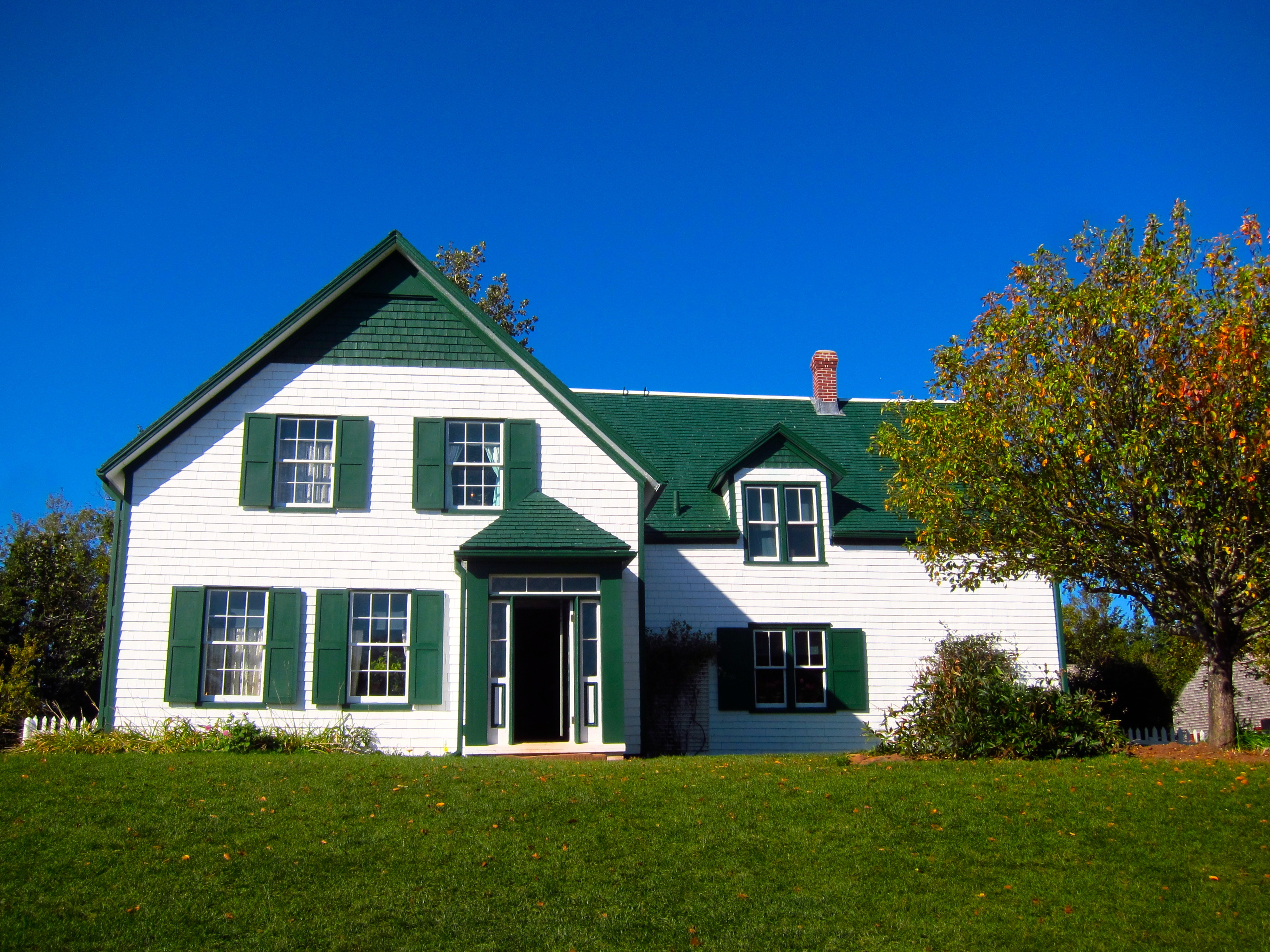
الجملونات الخضراء، حيث نشأت آن على يد والديها بالتبني.

في سن الحادية عشرة، تم نقل آن من دار الأيتام في هوب تاون إلى مقاطعة جزيرة الأمير إدوارد المجاورة، والتي اعتبرتها موطنها الحقيقي منذ ذلك الحين. لسوء الحظ، وصلت عن طريق الخطأ، أراد رعاتها، الأشقاء ماثيو وماريلا كوثبرت، تبني صبي لمساعدتهم في مزرعتهم، لكن الجار الذي أرسلوا إليه الرسالة كان متأكدًا من أنهم طلبوا فتاة بدلاً من ذلك. سرعان ما أصبح ماثيو مفتونًا بروح الفتاة الطيبة وحماسها الساحر وخيالها الحيوي، وأرادها أن تبقى في الجملونات الخضراء منذ البداية. كان رد فعل ماريا هو إعادتها إلى دار الأيتام، لكنها في النهاية فازت ببهجة آن الغريبة، وحقيقة أن امرأة أخرى، أكثر صلابة منها بكثير، كانت على استعداد لتبني آن إذا رفضت ماريا الاحتفاظ بها. لاحظ الباحث الأمريكي جوزيف برينان أن "كل الأشياء حية" بالنسبة لآن، حيث تتخيل الأشجار على جانب الطريق ترحب بها في الجملونات الخضراء بينما تجعلها شجرة البرقوق المائلة تعتقد أنها تقدم حجابًا لها فقط. تقول آن "أشجار القيقب هي أشياء اجتماعية" وتحب شارع لوفر لان لأنه.. يمكنك التفكير بصوت عالٍ هناك دون أن يصفك الناس بالجنون".
تمتلك آن قوى خيالية عظيمة، تغذيها كتب الشعر والرومانسية، وشغف بالأسماء والأماكن "الرومانسية" والجميلة. عندما ترى طريقًا تصطف على جانبيه أشجار التفاح المزهرة، تصمت للحظة قبل أن تسمي الطريق "طريق البهجة الأبيض"، عندما تتجسس على بركة في مزرعة باري، تسميها "بحيرة المياه اللامعة". كانت آن محرومة من الحب في دور الأيتام التي عاشت فيها، وبالنسبة لها، فإن الجملونات الخضراء هو المنزل الحقيقي الوحيد الذي عرفته على الإطلاق.  تتوافق طبيعة آن الخيالية جيدًا مع جانبها العاطفي والدافئ، المليء بالتفاؤل والحماس. تقودها طبيعتها المندفعة إلى كل أنواع "المتاعب"، وتتناوب بين الانجراف بحماس والوقوع في "أعماق اليأس".  لاحظت الباحثة إليزابيث واتسون موضوعًا متكررًا، مشيرةً إلى أن ملاحظات آن لغروب الشمس تعكس تطورها الخاص.  تحت طريق البهجة الأبيض، تشاهد آن غروب الشمس الذي يعد بالنسبة لها مجدًا حيث "أشرقت سماء غروب الشمس المرسومة مثل نافذة وردة كبيرة في نهاية ممر الكاتدرائية". بحلول نهاية الرواية، عندما تشاهد آن غروب الشمس، تغرب عبر خلفية من "أزهار السعادة الهادئة"، حيث تقع آن ببطء في حب غيلبرت.
في البداية، تركت آن انطباعًا سيئًا لدى أهل بلدة أفونليا باندفاعها نحو جارة كوثبرت، السيدة راشيل ليندي، التي تتحدث كثيرًا عن الناس، ولكن تم تعديل هذا باعتذار عاطفي. سرعان ما أصبحت آن "صديقة حميمة" لفتاة من مزرعة مجاورة، ديانا باري. جنبًا إلى جنب مع ماثيو، ديانا هي "روح القرابة" لآن. تعطلت الصداقة بسبب العداوة المؤقتة لوالدة ديانا، بعد أن جعلت آن ديانا عن طريق الخطأ في حالة سُكر بنبيذ الكشمش محلي الصنع من ماريا، معتقدة أنه مشروب التوت. سرعان ما عادت آن إلى السيدة باري بعد إنقاذ حياة أخت ديانا الصغيرة، ميني ماي. أصيبت ميني ماي بنوبة من الخناق، والتي تمكنت آن من علاجها بزجاجة من الإيبكاك والمعرفة المكتسبة أثناء رعاية العديد من توائم هاموند. طوال طفولتها، استمرت آن في الوقوع في "مشكلات" مماثلة، غالبًا بسبب سوء الفهم، وليس بسبب خطأ من جانبها. في مرحلة ما، "أعجبت آن إلى حد الجنون" بدبوس الجمشت، الذي اتُهمت زوراً بسرقته، وهي جريمة كان عليها أن تعترف بها من أجل حضور نزهة. تميل آن إلى تعريف نفسها على أنها معارضة لكبار السن من خلال الفكاهة، وتقيم علاقة مع ماريلا كوثبرت من خلال الفكاهة. تطلب آن الحالمة والمبدعة من ماريلا أن تناديها "كورديليا" و"غيردين" لأن آن تحب أن تتخيل نفسها كشخص آخر غير نفسها.
كما شكلت آن علاقة معقدة مع غيلبرت بليث، الذي كان أكبر منها بعامين لكنه يدرس في مستواها، بعد أن انقطع عن الدراسة عندما مرض والده. في أول لقاء لهما كزملاء في المدرسة، مازح غيلبرت آن بلقب "الجزر". شعرت آن بالغضب الشديد لدرجة أنها كسرت لوحها فوق رأسه، حيث اعتبرته إهانة شخصية بسبب حساسيتها تجاه لون شعرها. عندما عاقبتها معلمتها بإجبارها على الوقوف أمام الفصل، ثم عاقبتها لاحقًا على تأخرها بجعلها تجلس مع "الأولاد"، وتحديدًا غيلبرت بليث، شكلت آن كراهية طويلة الأمد لغيلبرت بليث. أخبرت آن ديانا أن "غيلبرت بليث آذاني بشدة ". طول الرواية، أظهر غيلبرت إعجابه بآن مرارًا وتكرارًا، لكنها رفضته ببرود. استمرت ضغينتها حتى بعد أن أنقذها من إعادة تمثيل كارثية تقريبًا لمسرحية "لانسلوت وإيلين" لتينيسون عندما غرق قاربها المتسرب في البركة. بعد هذا الحادث المميت، توسل غيلبرت إلى آن لتصبح صديقته لكنها ترددت ورفضت، على الرغم من أنها سرعان ما ندمت على ذلك. لبقية سنوات دراستهم في أفونليا، تنافسوا في الفصل، على الرغم من أن المنافسة كانت حسنة النية تمامًا من جانب غيلبرت. شكلت آن "نادي القصة" في سن الثالثة عشرة، والذي تحكي فيه قصة فتاتين تدعى كورديليا وغيرالدين (كلاهما أسماء مستعارة تبنتها في وقت سابق) وكلاهما يحب بيرترام، وهو نوع مختلف من غيلبرت. تنتهي القصة بكورديليا تدفع غيرالدين إلى نهر لتغرق مع بيرترام، مما يشير إلى أن آن منجذبة إلى غيلبرت دون وعي. قرب النهاية، تمشي آن وغيلبرت معًا إلى الجملونات الخضراء، حيث يقول غيلبرت مازحًا: "لقد أحبطت القدر بما فيه الكفاية". في نهاية الرواية، تنظر آن من نافذتها معجبة بأفونليا باعتبارها "عالمًا مثاليًا من الأحلام"، من خلالها ترى "منعطفًا في الطريق" بفضل غيلبرت. كانت السيدة ليند في بداية الرواية هي الشخصية الفضولية المتعالية على المجتمع في أفونليا التي سيطرت عليه، في النهاية، تلمح الرواية إلى أن آن ستلعب نفس الدور، ولكن بشكل أفضل بكثير في السنوات القادمة.